# サイモン・クーパー (軍人)
サー・サイモン・クリスティ・クーパーGCVO（Sir Simon Christie Cooper, 1936年 - ）は、イギリスの軍人。イギリス陸軍の将校として、王室師団長、ロンドン軍管区長、王室内務主事（Master of the Household）などを歴任した。

## 軍歴
1936年、陸軍少将ケネス・クーパーの息子として生を受ける。ウィンチェスター・スクールおよび王立陸軍大学で陸軍士官として教育を受け、1956年にライフガーズ連隊に配属された。
その後、アデンやロンドンでの勤務を経て、1957年から1963年までライン軍団に所属する王室騎兵連隊の連隊付副官（Adjutant）として勤務。1965年、陸軍参謀総長付の副官（Aide-de-camp）として勤務。1966年から1967年、インドネシア・マレーシア紛争最中のボルネオ島やマラヤ危機最中のマレー半島に派遣される。
1968年から参謀大学で教育を受け、参謀将校としての資格を得る。1969年から1975年まではライン軍団に勤務し、また1974年から1976年までライフガーズ連隊の連隊長を務めた。1976年から1978年まで参謀大学にて参謀長（General Staff Officer）として勤務し、その後は王室騎兵連隊長たるシルバースティックを務める。1981年から1982年、王立装甲軍団センターの司令官を務める。
1983年、防衛学王立大学で教育を受ける。1983年10月20日には少将に昇進。1984年から1987年まで王立装甲軍団の総監（Director）を務めた後、サンドハースト王立陸軍士官学校校長に就任した。1989年から1991年、王室師団長たるロンドン軍管区長に就任。1991年8月26日、陸軍を退役。

## 退役後
1992年、王室内務主事（Master of the Household）に就任し、2000年まで務める。また、1992年には同時に侍従（Extra Equerry）の肩書を与えられている。

## 受章等
1987年にはロイヤル・ヨーマンリー連隊から名誉大佐（Honorary Colonel）の称号を贈られている。
クーパーは1991年に王室師団長の任期を終えた際にロイヤル・ヴィクトリア勲章ナイト・コマンダー級（KCVO）を受章しており、また2000年に王室内務主事を退職した際にはナイト・グランド・クロス級（GCVO）に昇格されている。